# 定时炸弹 (软件)
在计算机软件中，定时炸弹是已编写的计算机程序的一部分，它会在达到预定日期或时间后开始或停止运行。“定时炸弹”不是指安装后特定天数停止运行的程序；相反，“试用软件”适用。当软件制造商不希望在最终发布日期之后使用测试版时，定时炸弹通常用于测试版（预发布）软件。定时炸弹软件的一个例子是微软的Windows Vista Beta 2 ，它被编程为 2007 年 5 月 31 日到期 。

## 历史
软件中第一次使用定时炸弹可能是由Brian Reid开发的Scribe。 Reid把Scribe卖给了一家名为 Unilogic（后来更名为 Scribe Systems  ）的软件公司，并同意插入一组与时间相关的函数（称为“定时炸弹”），这些函数将在 90天之后停用自由复制的程序版本。 
理查德·斯托曼认为这是对程序员精神的背叛。 Reid没有尊重共享和共享的概念，而是为公司插入了一种方法，迫使程序员为信息访问付费。